# Kelmė (gemeente)
Kelmė is een van de 60 Litouwse gemeenten, in het district Šiauliai.
De hoofdplaats is de gelijknamige stad Kelmė. De gemeente telt 40.900 inwoners op een oppervlakte van 1705 km².

## Plaatsen in de gemeente
Plaatsen met inwonertal (2001):
- Kelmė – 10900
- Tytuvėnai – 2851
- Užventis – 898
- Kražiai – 784
- Šaukėnai – 721
- Lioliai – 544
- Vaiguva – 534
- Kukečiai – 529
- Pagryžuvys – 461
- Verpena – 452